# اکرم النور
اکرم النور (عربی: أكرم أحمد عبدالله النور؛ زادهٔ ۳ دسامبر ۱۹۸۷) تکواندوکار اهل یمن است.
وی در مسابقات کشوری و بین‌المللی در مجموع برندهٔ ۱ مدال برنز شده‌است.